# Keminub
Keminub ókori egyiptomi királyné volt a középbirodalom idején. Egy feltételezés szerint a XII. dinasztiabeli II. Amenemhat felesége, mert az ő dahsúri piramisa, a Fehér piramis mellett temették el. Koporsója és temetkezése stílusa azonban hasonlít a XIII. dinasztia kori temetkezésekhez, emellett egy Amenhotep nevű kincstárnokot temettek mellé, akit pecsétjei stílusa alapján a XIII. dinasztia idejére, IV. Szobekhotep uralkodása utánra datáltak, így lehet, hogy Keminub is ehhez a dinasztiához tartozott. Sírján kívül máshonnan nem ismert.